# Symplocos pulvinata
Symplocos pulvinata är en tvåhjärtbladig växtart som beskrevs av Nooteboom. Symplocos pulvinata ingår i släktet Symplocos och familjen Symplocaceae. Inga underarter finns listade i Catalogue of Life.